# 石井迪夫
石井 迪夫（いしい みちお、1924年11月27日 - 2010年10月29日）は、静岡県田方郡対島村富戸（現・伊東市富戸）出身のプロゴルファー。

## 経歴・人物
戦前に地元の川奈ホテルGCでプロとなり、1951年に兵庫県の芦屋CCより声がかかると、以降は関西を拠点にして活躍。
1952年には林由郎・中村寅吉・島村祐正と共にアメリカ・シカゴタモシャンタでの全米ゴルフトーナメント、世界プロゴルフ選手権の2大会に出場のため渡米。夏に2週連続で行われた全米トーナメント、世界プロに日本人として戦後初めて招待されたが、特に世界プロは優勝賞金当時世界最高額の2万5000ドルというビッグトーナメントで、全米オープンやマスターズの優勝賞金が4000ドルの時代に、文字通り桁違いの賞金額であった。全米トーナメントではカーペットのような高速グリーンに戸惑って304と苦戦した。
1954年には中村と共にカナダカップ日本勢初出場を果たし、出場枠が25に拡大された第2回大会で、前年5位に甘んじたアメリカがサム・スニード&ジミー・ディマレーの強力コンビを送り込むなど選手層も厚くなっていた。初日は中村が1アンダー71と好スタートを切るが、石井は81と苦戦して22位と出遅れた。2日目は中村と共に72にまとめて12位に浮上し、最終日は中村は36ホールを共に72で回ったが、石井は77と74で、日本は通算15オーバーの591で団体14位であった 。
1956年にはアジアサーキット・フィリピンオープンに林と共に出場し、藤山愛一郎やマニラ在外事務所代理の卜部敏男が献身的に協力をしてくれ、石井は地元のセレスティーノ・トゥゴットの3位タイに入った。カナダカップに2年ぶり2度目の選出を果たし、団体では林とのペアでベン・ホーガン&スニード（ アメリカ合衆国）、ボビー・ロック&ゲーリー・プレーヤー（ 南アフリカ連邦）、アル・ボーディング&スタン・レオナルド（ カナダ）に次ぎ、
ダイ・リース&デニス・スモールドン（ ウェールズ）、ジョン・パントン&エリック・ブラウン（ スコットランド）、アーサー・デバルダー&フローリー・ファンドンク（ ベルギー）、パーシー・クリフォード&ロベルト・デ・ビセンツォ（ メキシコ）、ピーター・トムソン&ノーマン・フォン・ニダ、ハリー・ブラッドショー&クリスティ・オコナー（ アイルランド）、アンゲル・ミゲル&セバスチャン・ミゲル（ スペイン）を抑え、ケン・バウスフィールド&ハリー・ウィートマン（ イングランド）と並ぶ4位タイの好成績を出して世界の注目を浴びる。石井は個人でもホーガン、ビセンツォ、ファンドンク、リース、ロック、レオナルドに次ぎ、スニード、バウスフィールド、ブラウンを抑えての7位に入る。日本は2日目まで29チーム中17位と苦戦していたが、36ホールの最終日に猛追。特に最終ラウンドは2人でホーガン、スニードと共に68をマークして一気にイングランドと並ぶ4位にまで順位を上げて大会を終え、3度目の挑戦にして世界の強豪国と渡り合える成績を残した。大会前にはゴルフ・イラストレーテッド誌が「日本、韓国、中国などアジア諸国からも選手が参加する。彼らに入賞の機会があるわけではないが、遠来の客を快く受け入れよう」と書くなど、入賞などありえないと決めてかかった見方もあったが、大会後にタイムズ紙は「日本人は物まねに長けているといわれる通りに、林と石井は大会最終日にはウエントワースのコース攻略法を盗み取っていたようである」と皮肉交じりに日本を称賛。会場に詰めかけたギャラリーは、イギリスゴルフ史上最高の2万人に達した。一説によると、日本での第5回大会開催が決定的になったのも、2人の活躍があったからといわれている。同年末、第5回大会開催の本命と目されていたオーストラリアを逆転して日本開催が決定している。
この後は林と共に全英オープン予選会に挑戦し、1932年の宮本留吉以来24年ぶりの出場を決め、36位に入った  。
関西プロゴルフ協会理事（1964年 - 1988年）、日本プロゴルフ協会理事（1977年 - 1988年）も務め、1986年には日本プロスポーツ功労賞、2001年には文部科学大臣顕彰を受賞。
2010年10月29日午後11時8分、肺気腫のため伊豆の国市の自宅で死去。85歳没。

## 主な優勝
レギュラー
- 1953年 - 関西オープン
- 1955年 - 関西オープン
- 1959年 - 関西オープン

シニア
- 1974年 - 日本プロシニア、関西プロシニア
- 1975年 - 関西プロシニア
- 1977年 - 関西プロシニア